# Drakengard (серия)
Drakengard, известная в Японии как Drag-On Dragoon — серия видеоигр в жанре Action от третьего лица. Первая игра вышла 11 сентября 2003 года на приставке PlayStation 2, за ней последовали два продолжения и несколько спин-оффов. В роли геймдизайнера и сценариста всех игр (кроме Drakengard 2) выступил Ёко Таро.
В 2010 году свет увидела Nier, ставшая спин-оффом серии и альтернативным продолжением одной из концовок оригинальной Drakengard, в обход второй части. В 2017 году вышла NieR: Automata, высоко оценённая критиками и игровой аудиторией.
Сеттинг Drakengard представляет из себя тёмное фэнтези, действие которого разворачивается в похожем на средневековую Европу мире, в котором люди живут на раздираемом войной континенте, бок о бок с мифическими существами. События в Nier и NieR: Automata происходят через несколько тысяч лет после финала первой игры в условиях постапокалипсиса. Сюжет всех игр охватывает временной промежуток более чем в 11 тысяч лет.
Отличительными чертами всей серии являются неоднозначные персонажи, порой совершающие откровенно аморальные поступки, нестандартный геймдизайн и сложный сюжет, понимание которого требует многократных перепрохождений (во время которых каждая игра раскрывается в разительно новом ключе), а также большое количество игровых концовок (к примеру, NieR: Automata имеет 5 основных и еще 21 побочную концовку).
Долгое время популярность игр была ограничена  лишь Японией, где серия стала культовой, однако с выходом Nier франшиза получила распространение и на Западе, вскоре обзаведясь продолжениями, кроссоверами, книгами, театральными постановками, новеллами и аниме-адаптацией.

## Игры

### Drakengard(2003)[англ.]
Первая игра серии, вышедшая на PlayStation 2. Так же существует мобильная версия, разработанная в сотрудничестве Macrospace и выпущенная в августе 2004 года.

### Drakengard 2(2005)
Вторая игра серии, вышедшая на PlayStation 2. Сюжетно является продолжением первой концовки оригинальной игры. За пределами Японии игру издавала компания Ubisoft.

### Nier(2010)
Часть спин-офф серии Nier. Сюжетно является продолжением пятой, финальной концовки оригинальной игры. Игра вышла на PlayStation 3 и Xbox 360 и имела два издания — NieR Replicant (Эксклюзивно в Японии) и NieR Gestalt во всем остальном мире в апреле 2010 года. Разработкой занималась компания Cavia, а издателем выступила Square Enix.

### Drakengard 3(2013)
Приквел, разворачивающийся за 100 лет до событий оригинальной игры. Игра вышла в 2013 году на PlayStation 3 во всех регионах. Разработкой занималась компания Access Games.

### Nier: Automata(2017)
Часть спин-офф серии Nier. Сюжетно происходит спустя несколько тысяч лет после событий игры Nier. Игра вышла в 2017 году на PlayStation 4 и Microsoft Windows, в 2018 на Xbox One, а на Nintendo Switch в 2022
NieR Replicant ver.1.22474487139... (2021)
Новое издание игры NieR Replicant, анонсированное на стриме, посвященному десятилетию серии NIeR. По сравнению с оригиналом, новая версия будет включать полностью озвученные диалоги, перезаписанную музыку, ряд новых персонажей и прочие улучшения. Игра вышла на платформах PC (Steam), PlayStation 4 и Xbox One.
NieR Re[in]carnation
Мобильная игра, анонсированная на стриме, посвященному десятилетию серии NIeR. Является спинн-оффом серии NieR. Разрабатывается студией Applibot для iOS и Android.